# Осоевка (Сумская область)
Осоевка (укр. Осоївка) — село,
Осоевский сельский совет,
Краснопольский район,
Сумская область,
Украина.
Код КОАТУУ — 5922383801. Население по переписи 2001 года составляло 1389 человек.
Является административным центром Осоевского сельского совета, в который, кроме того, входит село
Марченки.

## Географическое положение
Село Осоевка находится на берегу реки Рыбица,
выше по течению на расстоянии в 2,5 км расположено село Наумовка,
ниже по течению на расстоянии в 1,5 км расположено село Малая Рыбица.
По селу протекает несколько пересыхающих ручьёв с запрудами.

## История
- 1654 — дата основания.

## Экономика
- ООО «Хвиля»
- Осоевское лесничество

## Объекты социальной сферы
- Школа.

## Известные люди
- Марченко Иван Тимофеевич (1917—1948) — Герой Советского Союза, родился в селе Осоевка.
- Змысля Михаил Федорович — Герой Советского Союза